# Rhodotus
Rhodotus Maire (żyłkowiec) – rodzaj grzybów z rodziny obrzękowcowatych (Physalacriaceae).

## Charakterystyka
Kapelusze o barwie jaskrawej różowo-łososiowej, galaretowata skórka pokryta jest u młodych owocników bardzo wyraźną siateczką białych żyłek. Blaszki przylegające, gęste, o szerokości do 11 mm, nie rozwidlone, od „różowawego cynamonu” do „cynamonu winnego”, nie barwiące; brzegi równe, blaszki w 2 do 4 poziomach. Trzony krótkie, zwykle ekscentryczne i pokryte delikatnymi białymi włoskami. Rhodotus asperior różni się od żyłkowca różowawego (Rhodotus palmatus) cechami mikroskopowymi (zasadniczo elipsoidalne do prawie kulistych, bardziej chropowate bazydiospory i dłuższe cheilocystydy o lekko pogrubionych ściankach) oraz występowaniem w środowisku tropikalnym i subtropikalnym.

## Systematyka i nazewnictwo
Pozycja w klasyfikacji według Index Fungorum: Physalacriaceae, Agaricales, Agaricomycetidae, Agaricomycetes, Agaricomycotina, Basidiomycota, Fungi.
Rodzaj Rhodotus został zaproponowany przez René Charles Joseph Ernest Maire w 1926 r., aby umieścić w nim Agaricus palmatus Bull. Pozycja systematyczna rodzaju żyłkowiec (Rhodotus) długo pozostawała niejasna, dopiero molekularne badania filogenetyczne na początku XXI wieku potwierdziły, że jest przedstawicielem rodziny obrzękowcowatych (Physalacriaceae).
Gatunki:
- Rhodotus asperior L.P. Tang, Zhu L. Yang & T. Bau 2013
- Rhodotus palmatus (Bull.) Maire 1926 – żyłkowiec różowawy

Wykaz gatunków na podstawie Index Fungorum. Nazwy polskie według W. Wojewody.